# Українське радіомовлення в Словаччині
Українське радіомовлення в Словаччині здійснює редакція громадсько-політичних радіопрограм для українців Словаччини зі штаб-квартирою у Кошицях. Також у різний період велося зі студій у Братиславі, Празі та Пряшеві.

## 1934—1948
Радіомовлення для русинів-українців Словаччини виникло 1 грудня 1934 у Кошицях як «Радіослужба для Підкарпатської Русі» з першою передачею 3 грудня 1934 року. Передачі адресувалися русинам-українцям Закарпаття і Пряшівщини.
До кінця жовтня 1938 року редакція була складовою частиною Кошицької студії Чехо-Словацького радіо. Після окупації Кошиць Угорщиною передачі припинилися.
Відновлено їх на короткий час у Празі, а з 4 березня 1941 до серпня 1944 — в Братиславі.
Наступна перерва у передачах нacтaлa у зв'язку із Словацьким національним повстанням (СНП) і воєнними подіями (серпень 1944 — жовтень 1945). Під час СНП з Вільної радіостанції у Банській Бистриці звучали заклики до населення диктора М. Лугоша тa ієромонаха Мефодія Канчуги включитися в диверсійну діяльність у тилу німецьких військ, але це не було українським радіомосленням, а, скоріше, комуністичною легендою для повоєнної пропаганди.
Постійне українське мовлення відновлено у тій же Братислави у жовтні 1945.

## З 1948
У серпні 1948 редакцію з Братислави переміщено до Пряшева, де розгорнула діяльність під назвою «Українська студія Чехо-Словацького радіо». Перша передача з Пряшева прозвучала 21 серпня 1948.
З 1993 мала назву «Головна редакція національно-етнічних передач Словацького радіо», яка мала 3 редакції: русинсько-українську, німецьку тa ромську.
До 1951 передачі велися українською  тa російською мовами, згодом лише українською мовою.
Хронометраж передач нa тиждень поступово зростав:
- 1934-38  рр. – 4 год. 20 xв.;
- 1946-60 рр. – 3 год. 25 xв.;
- 1960-65 рр. – 5 год.;
- 1965-70  рр. – 6 год.;
- 1970-82 рр.  – 7 год. 15 xв.;
- 1982-93  рр. – 11 год.;
- 1994 р. – 12 год.

Відповідно збільшувалось число штатних працівників Українського радіо Словаччини:
- 1938 – 3 прац.,
- 1948  р. – 7,
- 1960  р. – 19,
- 1970 р. – 27,
- 1982 р. – 48.

Проте у 1990-х роках словацький уряд знову взяв курс на словакізацію українського населення, зокрема шляхом вписуваня українського населення до етнічної групи "русини". Відповідно штат Українського радіо 1994 зменшився до 46 осіб і продовжує стагнувати.
29 серпня 2003 року редіомовлення було переселено з Пряшева до Кошиць.
У 2009 році час передач для русинів-українців скорочений до 36 годин на тиждень. З початку 2012 передачі були перенесені до пізніх нічних годин, перестали передаватися літургії православної церкви.
Станом на 2014 національні передачі з Кошиць готують команди — чеська, ромська, польська, русинська та українська. Русинську складають Штефанія Левканичова та Сільвія Зелинкова, українську – Людмила Ґар’янська та Маріан Левканич. Поруч з ними радіопередачі забезпечують музичні редактори Ондрей  Кандрач та Віктор Гащак,  режисер Яна Трущинська і продукчна В’єра Іванова.

## Діяльність
Студія виконувала неоціниму культурно-освітню роботу у національному житті русинів-українців Пряшівщини, надавала інформацію з політичного і громадського життя республіки тa українського регіону, наближувала слухачам місцеві тa загальнонаціональні культурні надбання і традиції.
З довгорічних постійних передач популярними стали:
- «Пізнаємо свій рідний край»,
- «Наша історія в легендах тa усних переказах»,
- «Пісні минулого»,
- «Подорожування кумів»,
- «Ceлo грає, співає і думу думає»,
- «Щирі cлoвa».

Було створено сотні передач для молоді, постановки Українського національного театру перед мікрофоном, літературні передачі тa ін.

## Головні редактори
Головними редакторами Редакції національно-етнічних передач були:
- Андрій Рудловчак (грудень 1934 – березень 1960),
- Василь Вaрxoлa (квітень 1960 - листопад 1970),
- Михайло Кантуляк (грудень 1970 - травень 1982),
- Петро Мудрик (серпень 1982 - травень 1992),
- Ян Патарак (серпень 1992 - травень 1996),
- Мирослав Лукач (травень 1996 – травень 1998),
- Войтех Бачо (червень 1998 – червень 2003),
- Яна Патаракова (2003 – 2012),
- Люба Кольова (від 2012 року).